# 提名奥斯卡金像奖的非英语表演列表

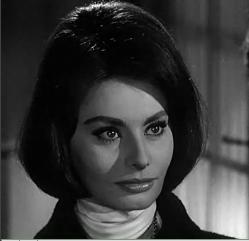
索非娅·罗兰曾因《烽火母女泪》获奥斯卡最佳女主角奖，还曾因《意大利式结婚》获这一奖项提名。

美国电影艺术与科学学院颁奖的奥斯卡金像奖（又称学院奖）中有4个演员类的奖项，分别是男主角、女主角、男配角和女配角奖。历史上有过多位演员在一部有声电影中未说英语，或英語對白（及獨白）不足一半，而获得提名，其中1961年度首次出現如此提名暨獲獎。
迄今一共有數十位演员在电影中未说英语或英語對白（及獨白）不足一半而获得奥斯卡金像奖表演类提名，其中有8位最终获奖。6位演員获得过不止一次此等表演的提名，分别是：馬切洛·馬斯楚安尼三次義大利語表演分別提名男主角奖，索非娅·罗兰两次義大利語表演分別提名女主角奖而其中一次获奖，麗芙·烏曼两次瑞典語表演分別提名女主角奖，伊莎贝尔·阿佳妮两次法語表演分別提名女主角奖，瑪莉安·歌迪雅两次法語表演分別提名女主角奖而其中一次获奖，佩内洛普·克鲁兹两次西班牙語表演分別提名女主角奖。4個手語表演獲得提名，其中2個獲獎。

## 名单
| 年份 （届数）   | 姓名                   | 奖项   | 片名                      | 原名     | 语言                 | 结果 |
| --------------- | ---------------------- | ------ | ------------------------- | -------- | -------------------- | ---- |
| 1961 （第34届） | 索非娅·罗兰            | 女主角 | 《烽火母女泪》            |          | 意大利语             | 獲獎 |
| 1962 （第35届） | 馬切洛·馬斯楚安尼      | 男主角 | 《意大利式离婚》          |          | 意大利语             | 提名 |
| 1964 （第37届） | 索非娅·罗兰            | 女主角 | 《意大利式结婚》          |          | 意大利语             | 提名 |
| 1966 （第39届） | 阿努克·艾梅            | 女主角 | 《一个男人和一个女人》    |          | 法语                 | 提名 |
| 1966 （第39届） | 艾迪·卡敏斯卡          | 女主角 | 《大街上的商店》          |          | 斯洛伐克语           | 提名 |
| 1972 （第45届） | 丽芙·乌曼              | 女主角 | 《大移民》                |          | 瑞典語               | 提名 |
| 1974 （第47届） | 瓦伦蒂娜·科尔泰塞      | 女配角 | 《日以作夜》              |          | 法语                 | 提名 |
| 1974 （第47届） | 罗伯特·德尼罗          | 男配角 | 《教父2》[A]              |          | 意大利语             | 獲獎 |
| 1975 （第48届） | 伊莎贝尔·阿佳妮        | 女主角 | 《阿黛尔·雨果的故事》     |          | 法语                 | 提名 |
| 1976 （第49届） | 玛丽-克里斯汀·巴洛特   | 女主角 | 《表兄妹》                |          | 法语                 | 提名 |
| 1976 （第49届） | 吉安卡罗·吉安尼尼      | 男主角 | 《七美人》                |          | 意大利语             | 提名 |
| 1976 （第49届） | 丽芙·乌曼              | 女主角 | 《面对面》                |          | 瑞典語               | 提名 |
| 1977 （第50届） | 馬切洛·馬斯楚安尼      | 男主角 | 《特殊的一天》            |          | 意大利语             | 提名 |
| 1978 （第51届） | 英格丽·褒曼            | 女主角 | 《秋光奏鳴曲》            |          | 瑞典語               | 提名 |
| 1986 （第59届） | 玛丽·玛特琳            | 女主角 | 《失宠于上帝的孩子们》[A] |          | 美國手語             | 獲獎 |
| 1987 （第60届） | 馬切洛·馬斯楚安尼      | 男主角 | 《黑眼睛》                |          | 意大利语             | 提名 |
| 1988 （第61届） | 马克斯·冯·西多         | 男主角 | 《比利小英雄》            |          | 瑞典語               | 提名 |
| 1989 （第62届） | 伊莎贝尔·阿佳妮        | 女主角 | 《罗丹的情人》            |          | 法语                 | 提名 |
| 1990 （第63届） | 傑哈·德巴狄厄          | 男主角 | 《大鼻子情聖》            |          | 法语                 | 提名 |
| 1990 （第63届） | 格雷厄姆·格林          | 男配角 | 《與狼共舞》[A]           |          | 拉科塔语             | 提名 |
| 1992 （第65届） | 凯瑟琳·德纳芙          | 女主角 | 《印度支那》              |          | 法语                 | 提名 |
| 1995 （第68届） | 馬西莫·特羅西          | 男主角 | 《事先張揚的求愛事件》    |          | 意大利语             | 提名 |
| 1998 （第71届） | 罗伯托·贝尼尼          | 男主角 | 《美丽人生》              |          | 意大利语             | 獲獎 |
| 1998 （第71届） | 費爾蘭德·蒙特納哥      | 女主角 | 《中央车站》              |          | 葡萄牙語             | 提名 |
| 2000 （第73届） | 本尼西奥·德尔·托罗     | 男配角 | 《毒品网络》[A]           |          | 西班牙语             | 獲獎 |
| 2004 （第77届） | 卡特琳娜·桑地诺·莫雷诺 | 女主角 | 《万福玛丽亚》            |          | 西班牙语             | 提名 |
| 2006 （第79届） | 佩内洛普·克鲁兹        | 女主角 | 《玩美女人》              |          | 西班牙语             | 提名 |
| 2006 （第79届） | 菊地凛子               | 女配角 | 《火線交錯》[A]           |          | 日本手语             | 提名 |
| 2007 （第80届） | 玛丽昂·歌迪亚          | 女主角 | 《玫瑰人生》              |          | 法语                 | 獲獎 |
| 2010 （第83届） | 哈維爾·巴登            | 男主角 | 《美错》                  |          | 西班牙语             | 提名 |
| 2012 （第85届） | 艾曼紐·麗娃            | 女主角 | 《愛·慕》                 |          | 法语                 | 提名 |
| 2014 （第87届） | 玛丽昂·歌迪亚          | 女主角 | 《两天一夜》              | '        | 法语                 | 提名 |
| 2016 （第89届） | 伊莎貝·雨蓓            | 女主角 | 《她的危險遊戲》          |          | 法语                 | 提名 |
| 2017 （第90届） | 莎莉·霍金斯            | 女主角 | 《水底情深》[A]           |          | 美國手語             | 提名 |
| 2018 （第91届） | 耶莉莎·阿帕里西奧      | 女主角 | 《羅馬》[A]               |          | 西班牙語、米斯特克語 | 提名 |
| 2018 （第91届） | 瑪莉娜·德·塔維拉       | 女配角 | 《羅馬》[A]               | 西班牙語 | 提名                 |      |
| 2019 （第92届） | 安東尼奧·班德拉斯      | 男主角 | 《痛苦與榮耀》            |          | 西班牙語             | 提名 |
| 2020 （第93届） | 尹汝貞                 | 女配角 | 《夢想之地》[A]           |          | 朝鲜语               | 獲獎 |
| 2021 （第94届） | 佩内洛普·克鲁兹        | 女主角 | 《平行母亲》              |          | 西班牙语             | 提名 |
| 2021 （第94届） | 特洛伊·科特蘇爾        | 男配角 | 《健听女孩》[A]           |          | 美國手語             | 獲獎 |
| 2023 （第96届） | 桑德拉·惠勒            | 女主角 | 《坠落的审判》            |          | 法语、英语、德語     | 提名 |
| 2024 （第97届） | 卡拉·索菲亞·賈斯康     | 女主角 | 《璀璨女人夢》            |          | 西班牙語             | 提名 |
| 2024 （第97届） | 佐伊·索尔达娜          | 女配角 | 《璀璨女人夢》            |          | 西班牙語             | 獲獎 |
| 2024 （第97届） | 费尔南达·托雷斯        | 女主角 | 《我仍在此》              |          | 葡萄牙語             | 提名 |

## 肖像

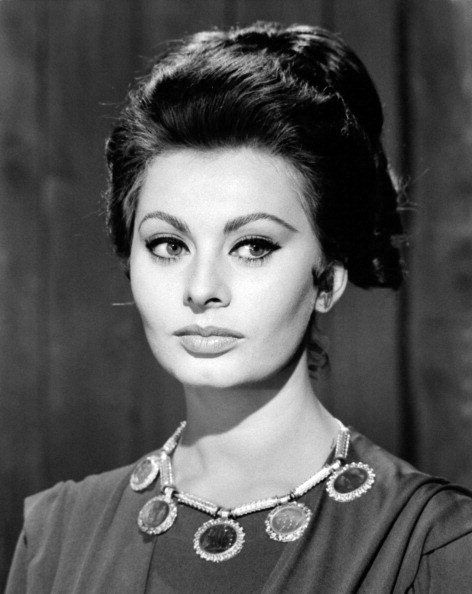
索非娅·罗兰
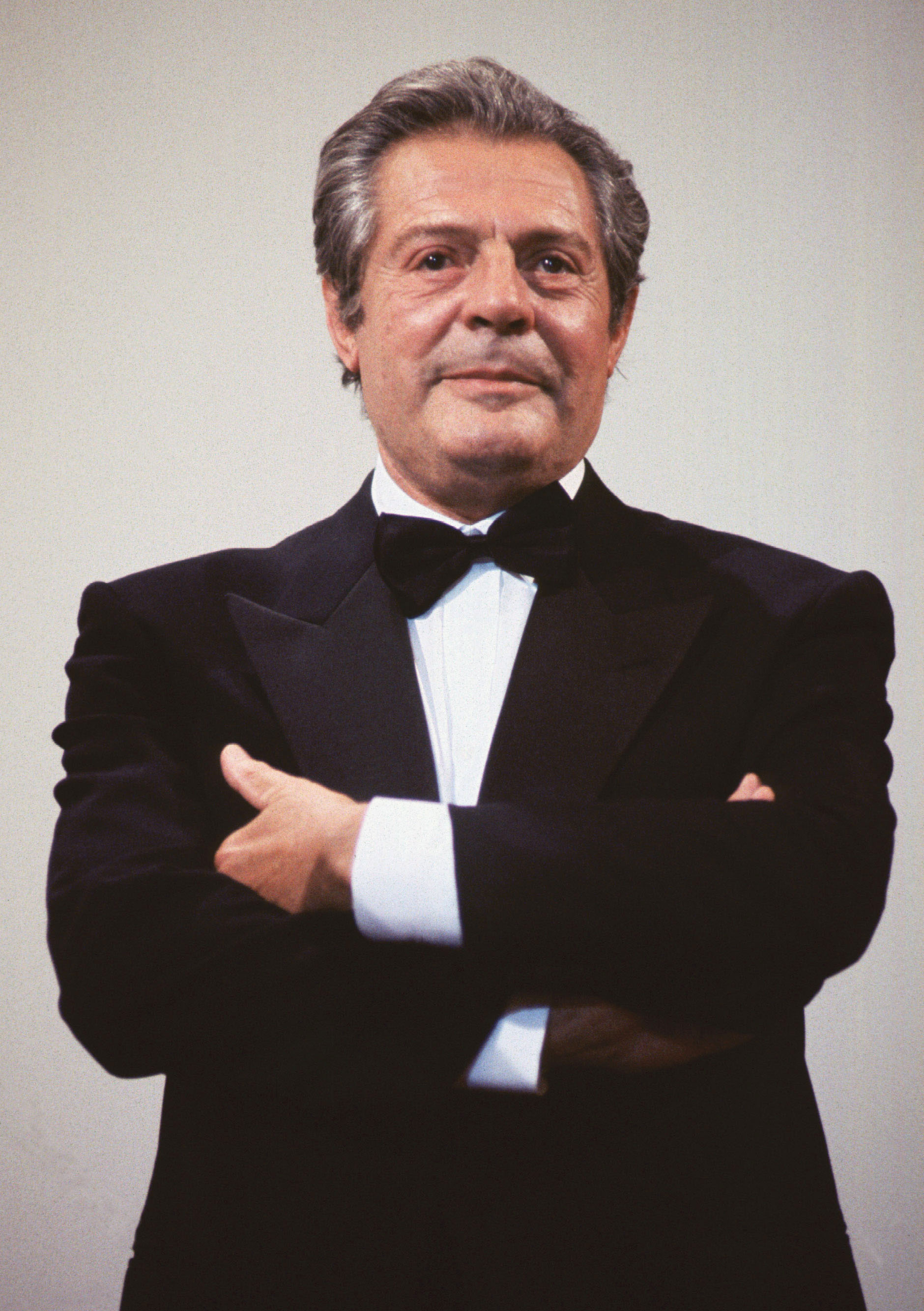
马切洛·马斯楚安尼
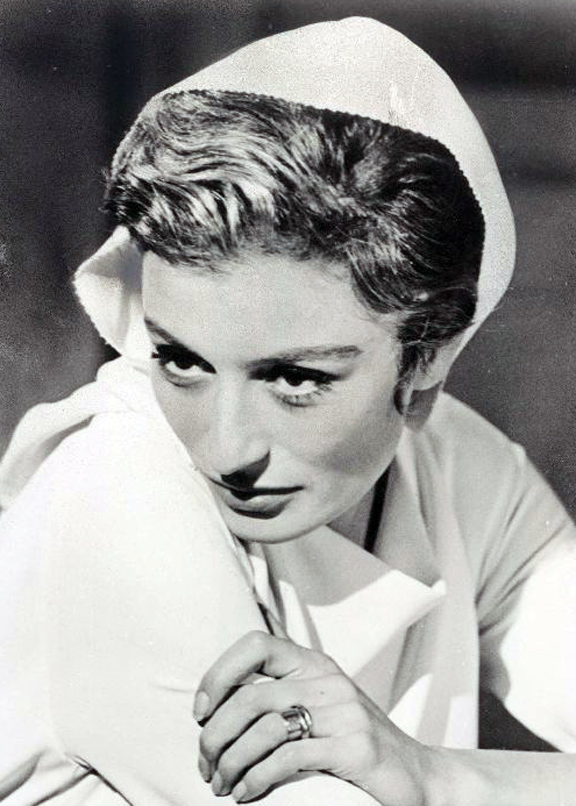
阿努克·艾梅
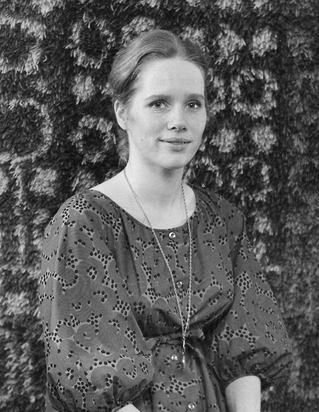
丽芙·乌曼
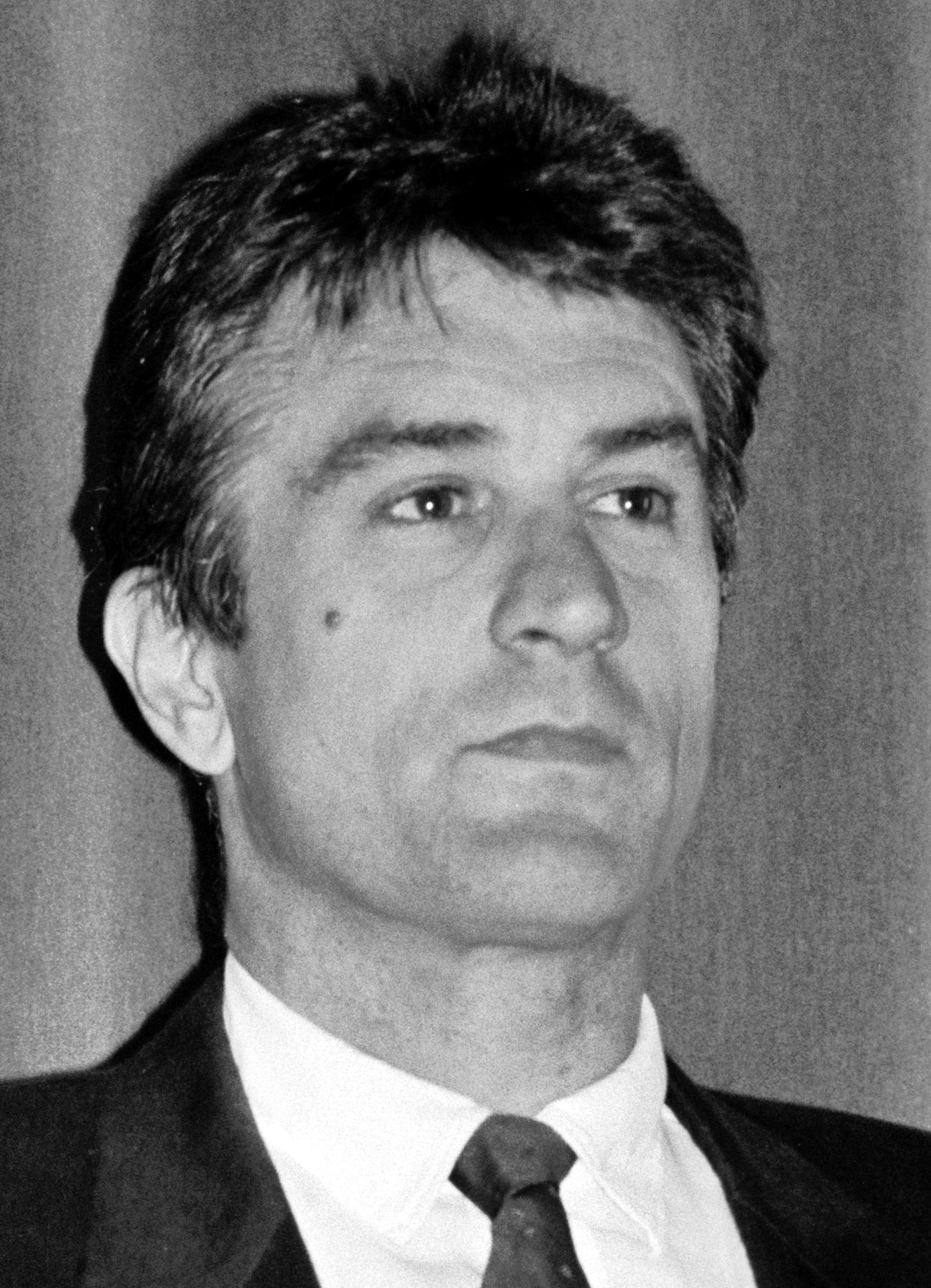
罗伯特·德尼罗
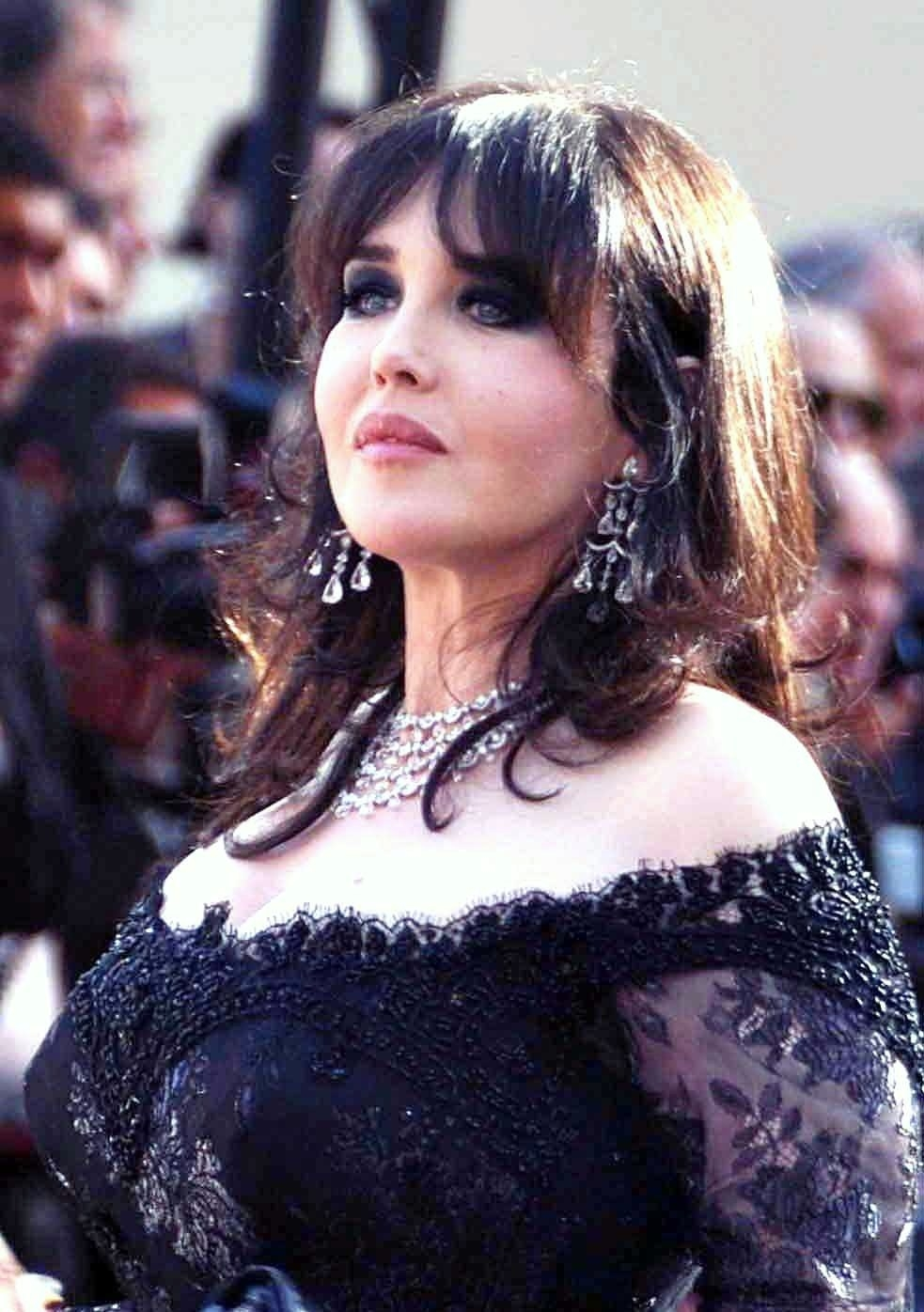
伊莎贝尔·阿佳妮
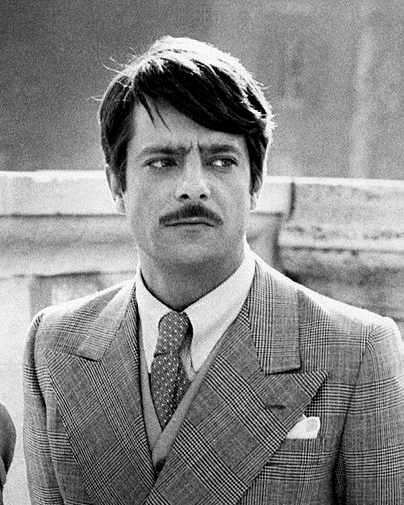
吉安卡羅·吉安尼尼（義大利語：Giancarlo Giannini）
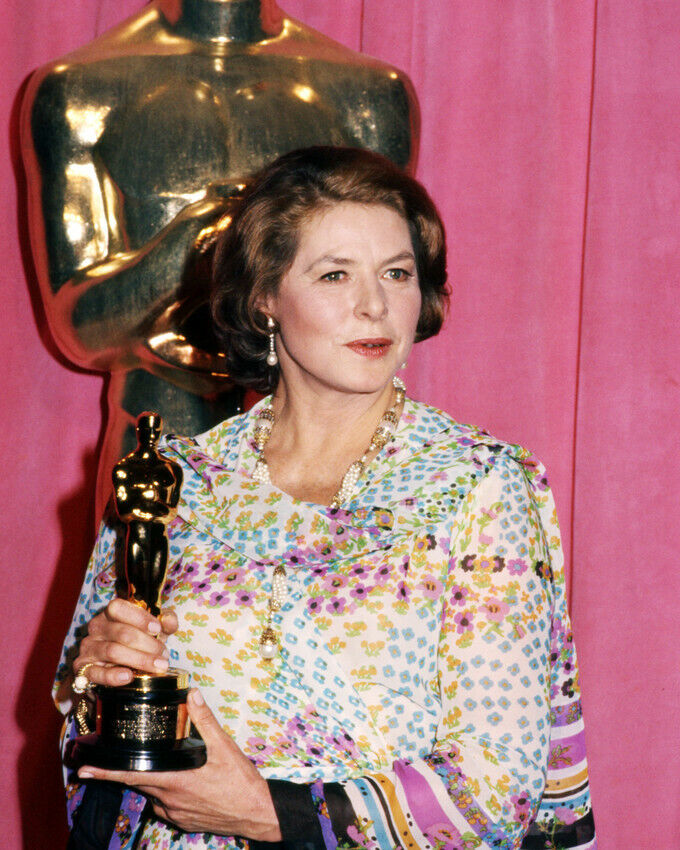
英格丽·褒曼
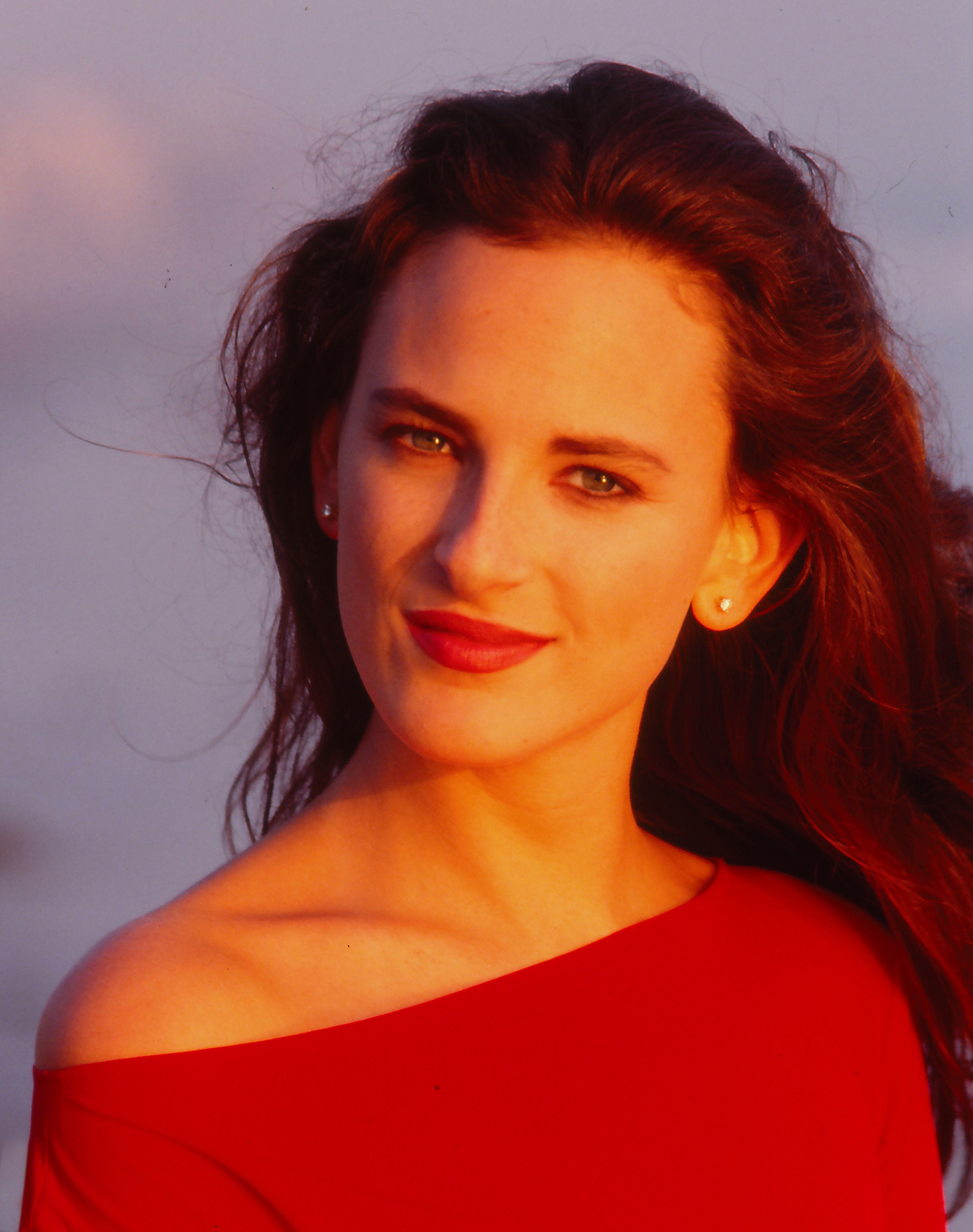
玛丽·玛特琳
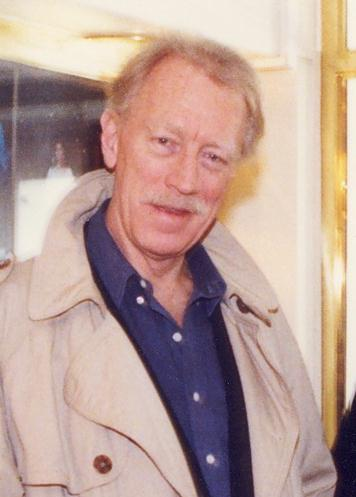
马克斯·冯·西多
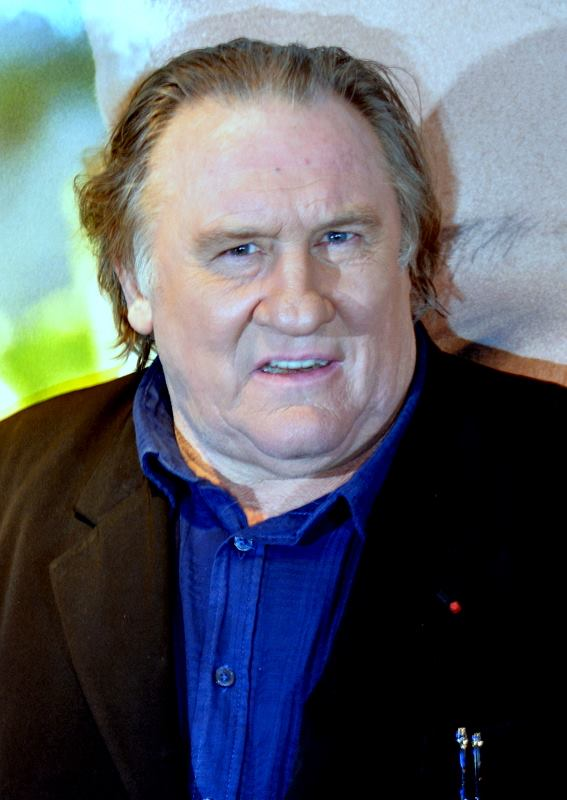
杰拉尔·德帕迪约
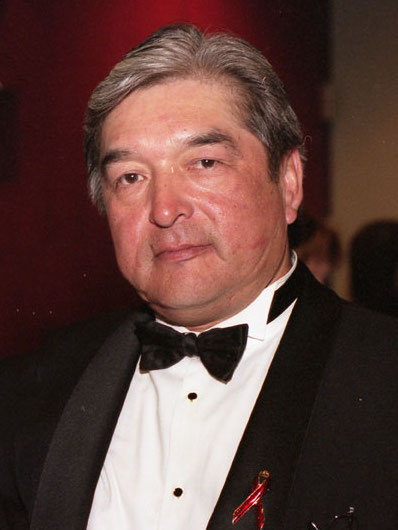
格雷厄姆·格林
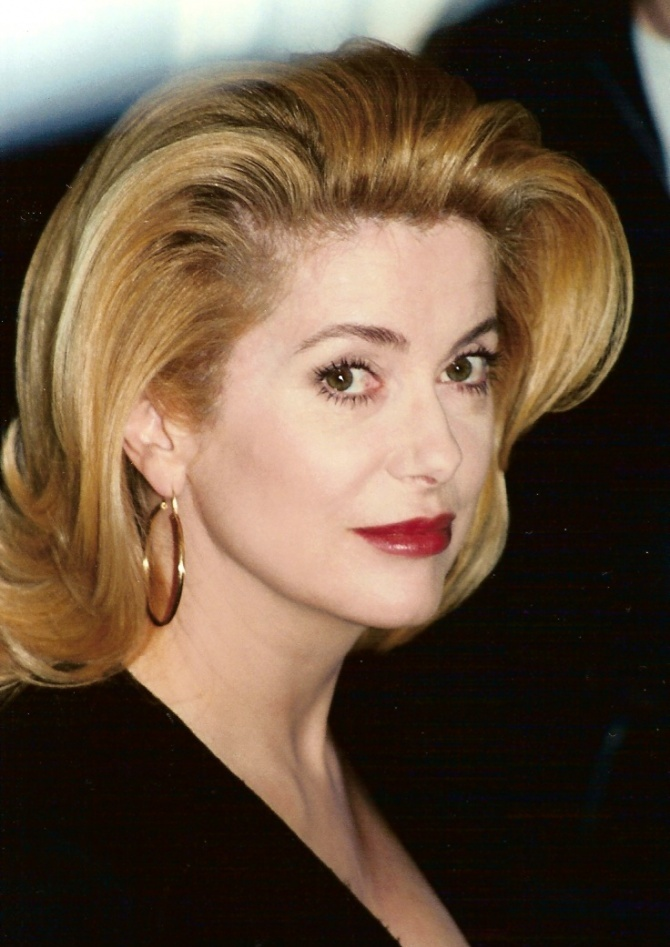
凯瑟琳·德纳芙
马西莫·特罗西
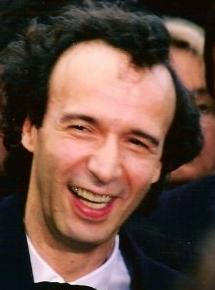
罗伯托·贝尼尼
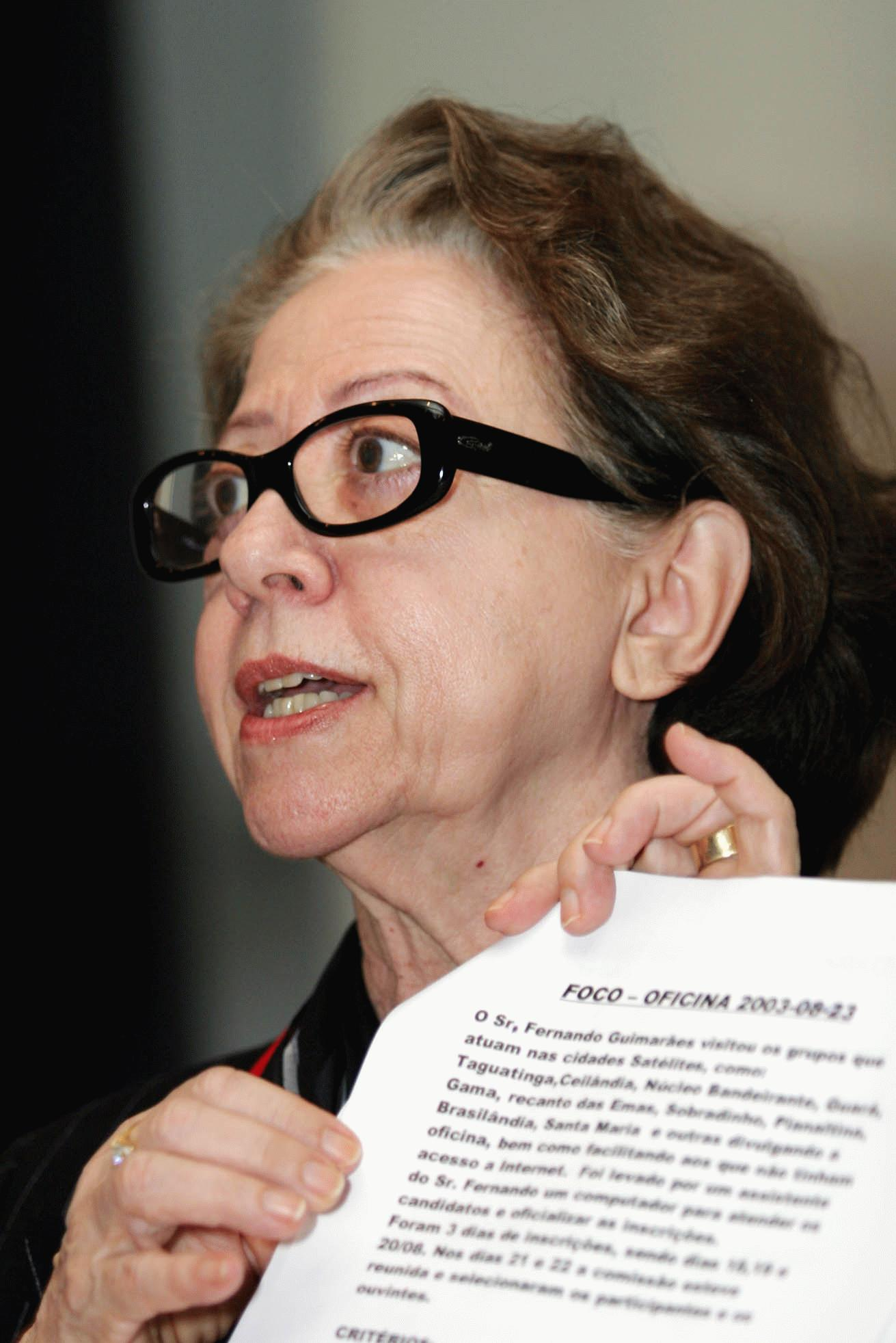
费尔兰德·蒙特纳哥
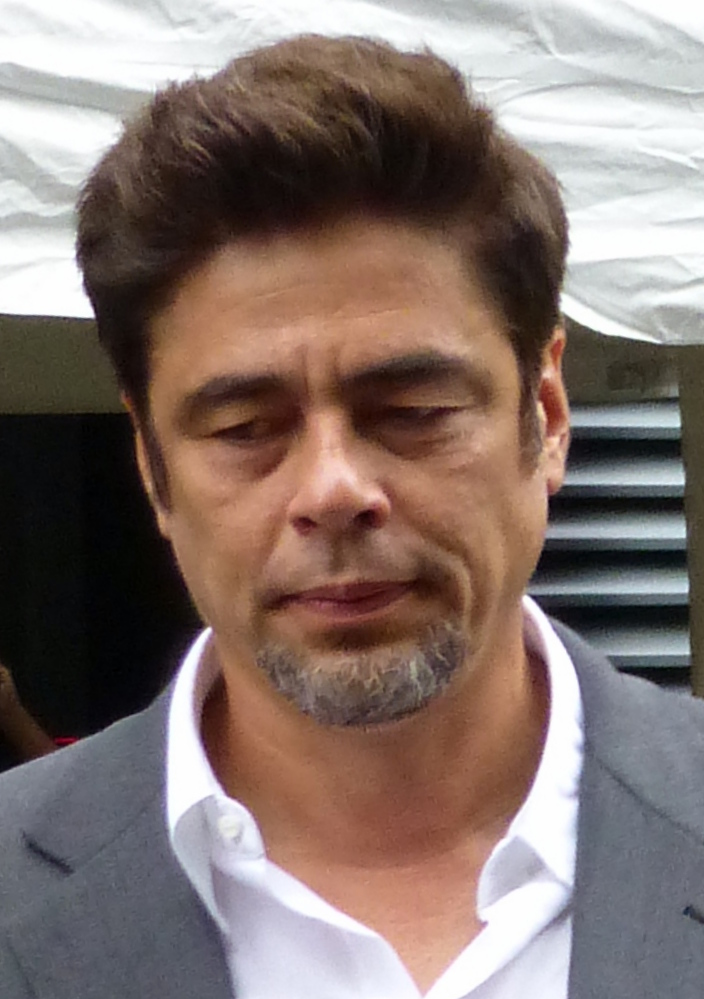
本尼西奥·德尔·托罗
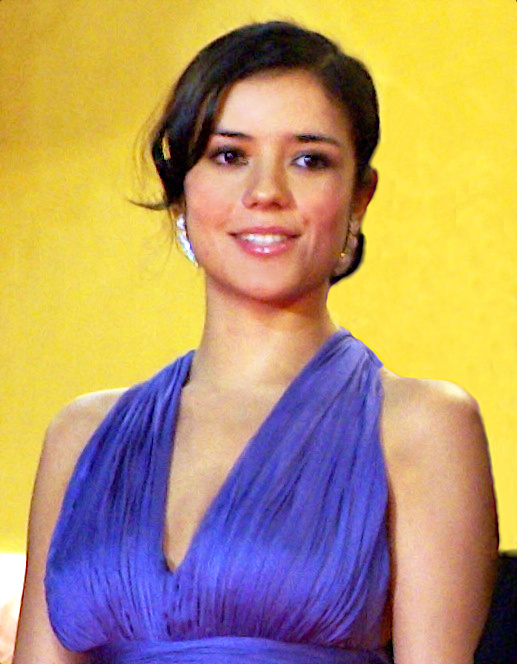
卡特琳娜·莫雷诺
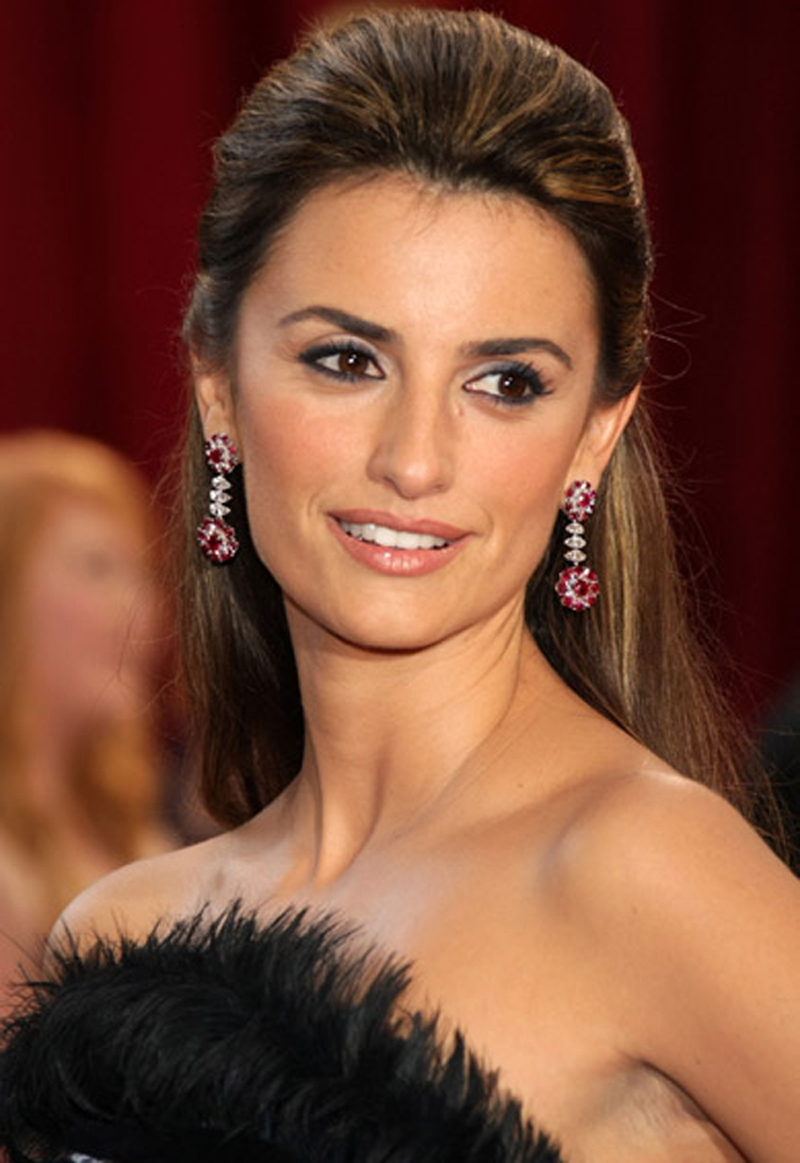
佩内洛普·克鲁兹
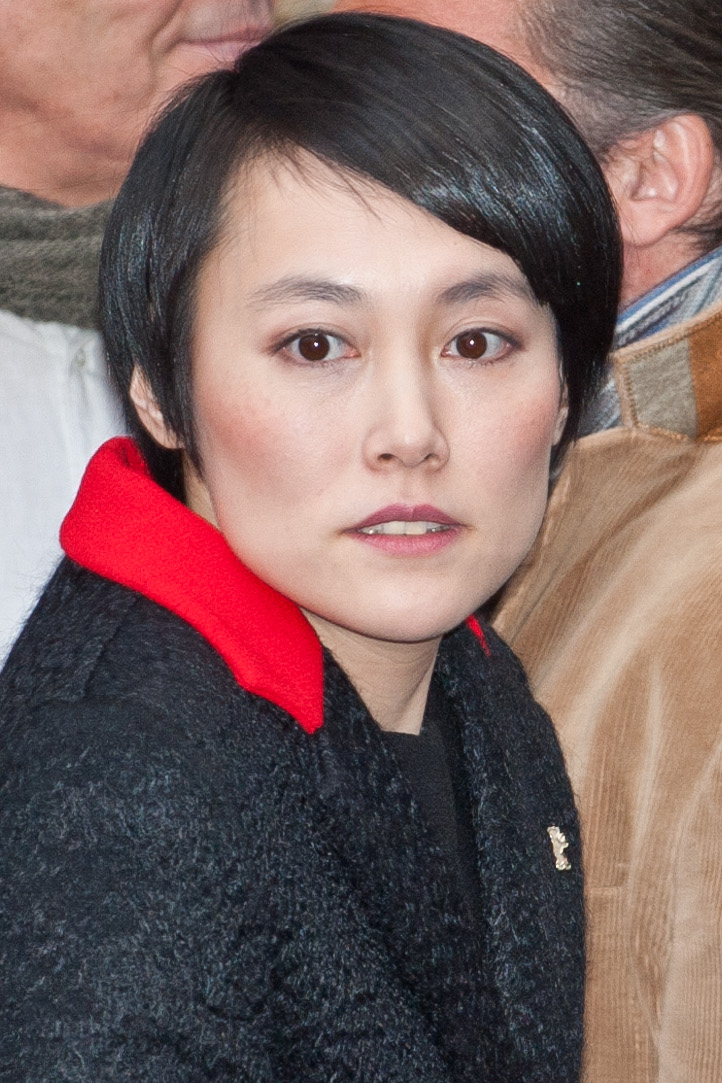
菊地凛子
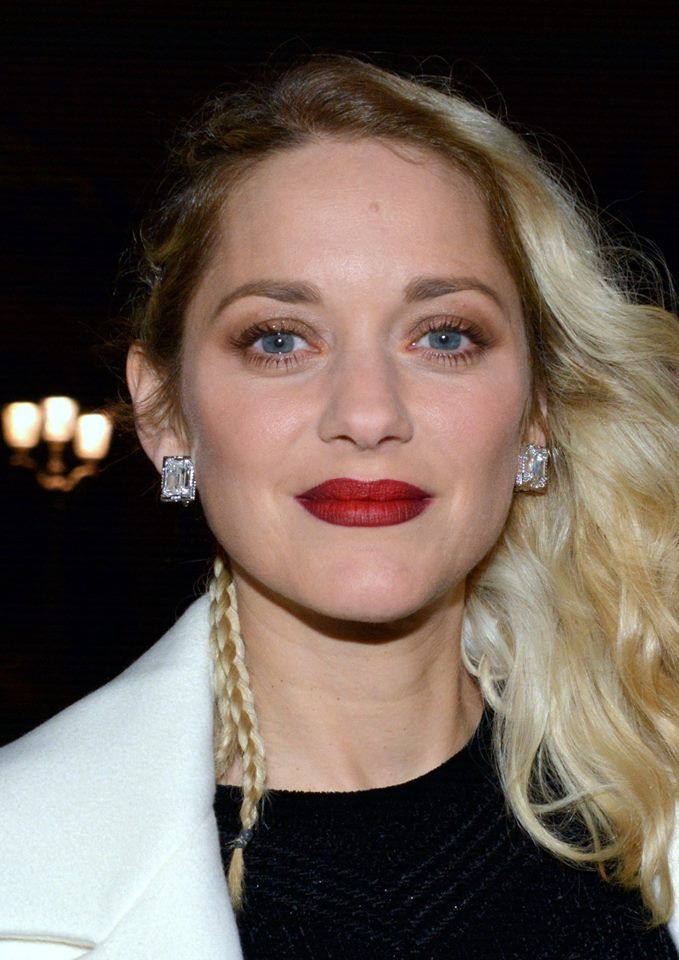
玛丽昂·歌迪亚
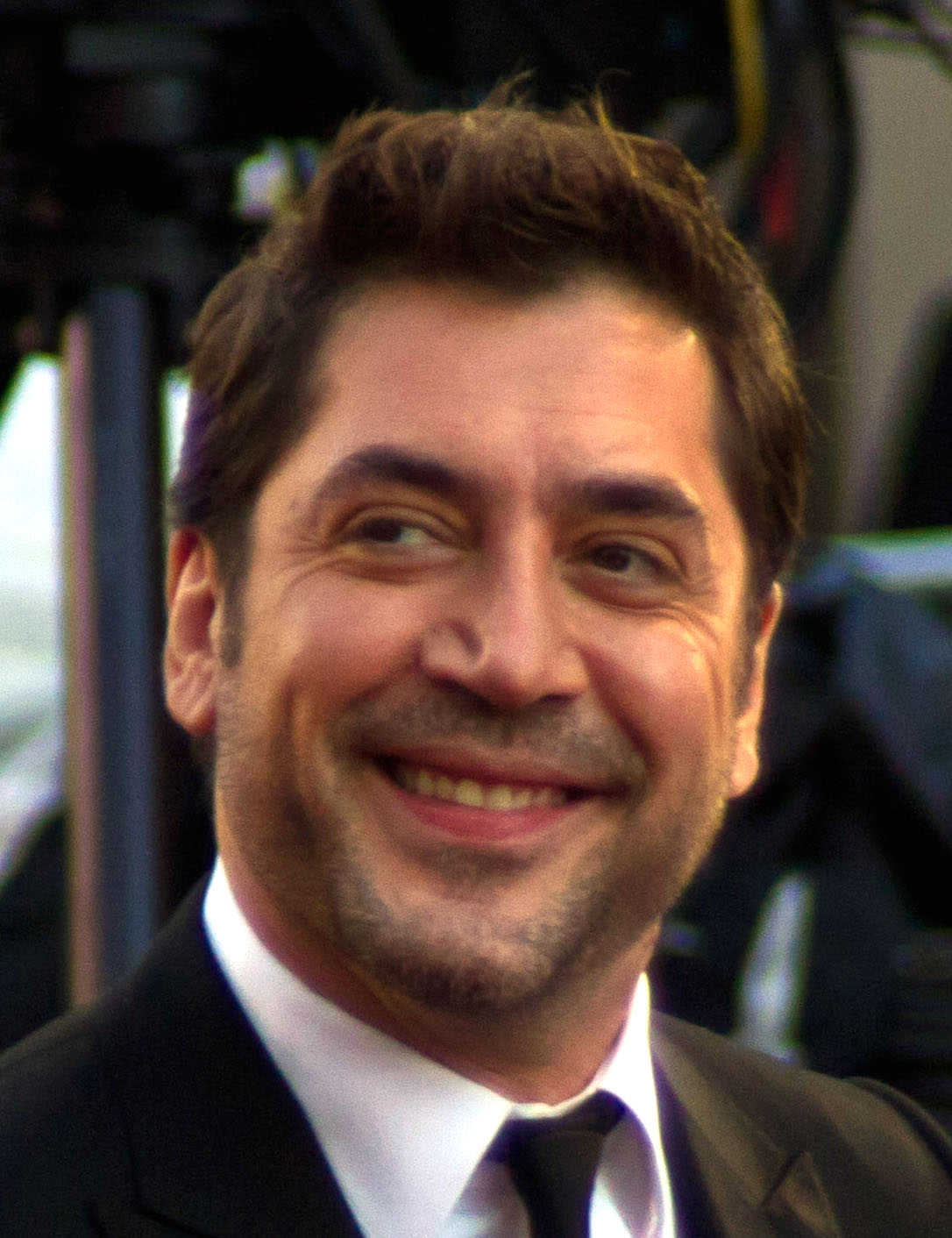
哈維爾·巴登
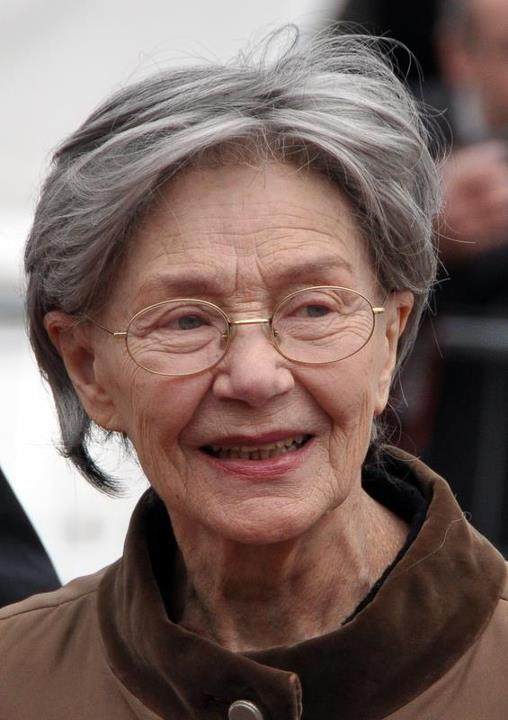
艾曼紐·麗娃
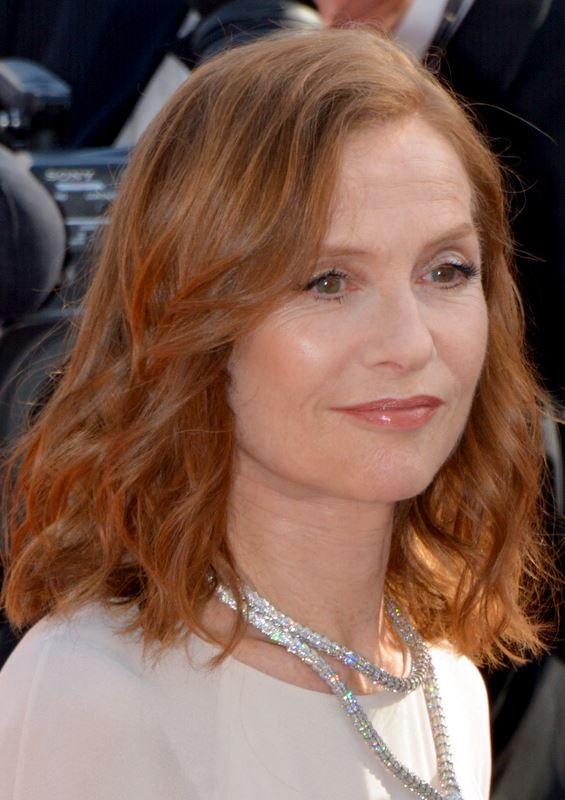
伊莎貝·雨蓓
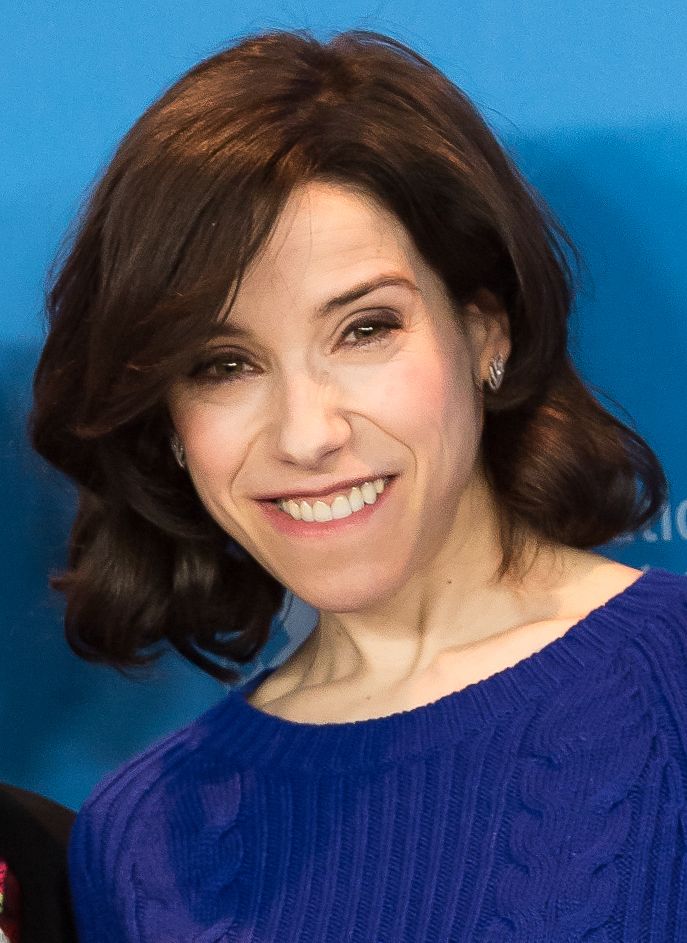
莎莉·霍金斯
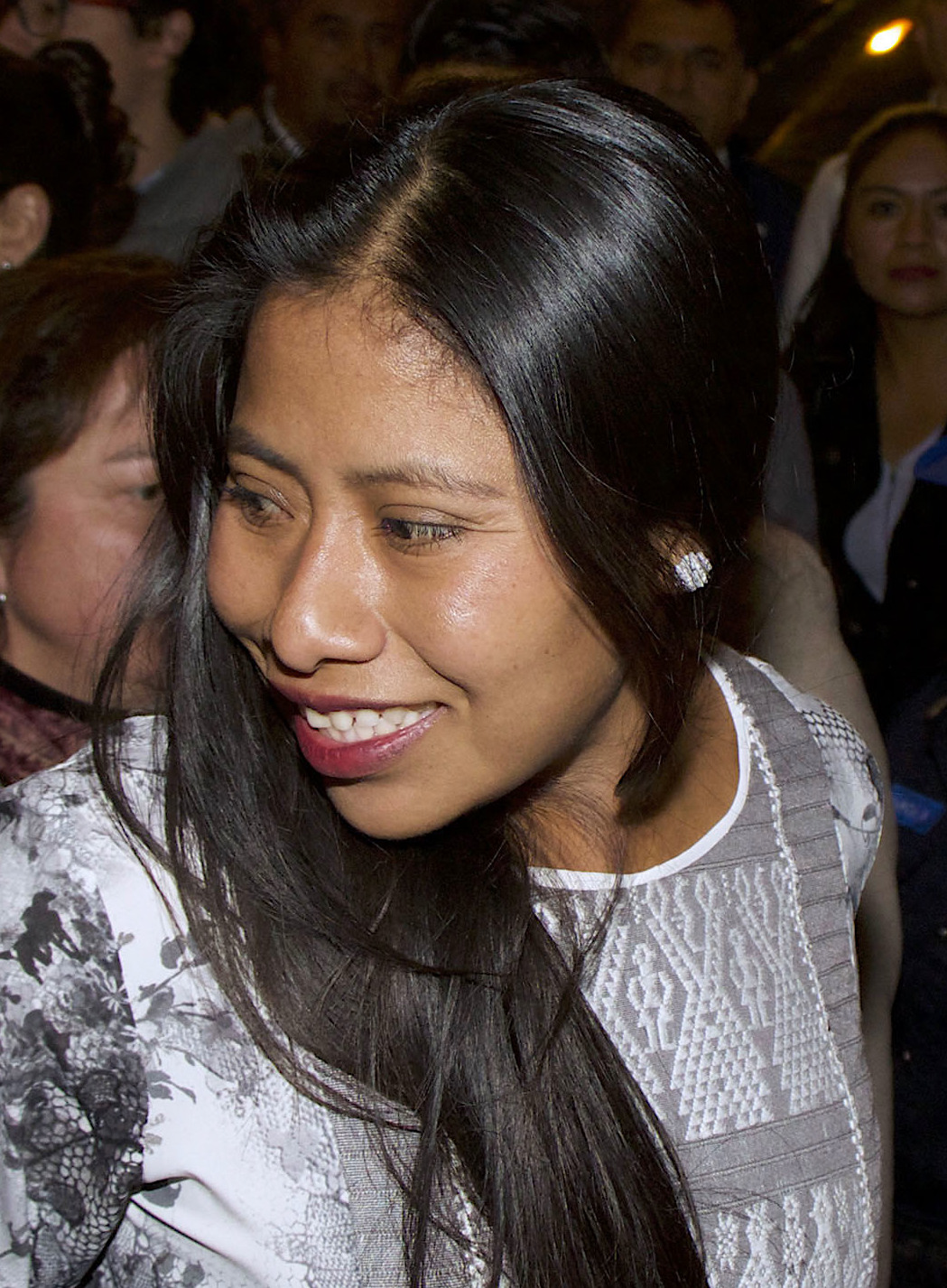
耶莉莎·阿帕里西奧
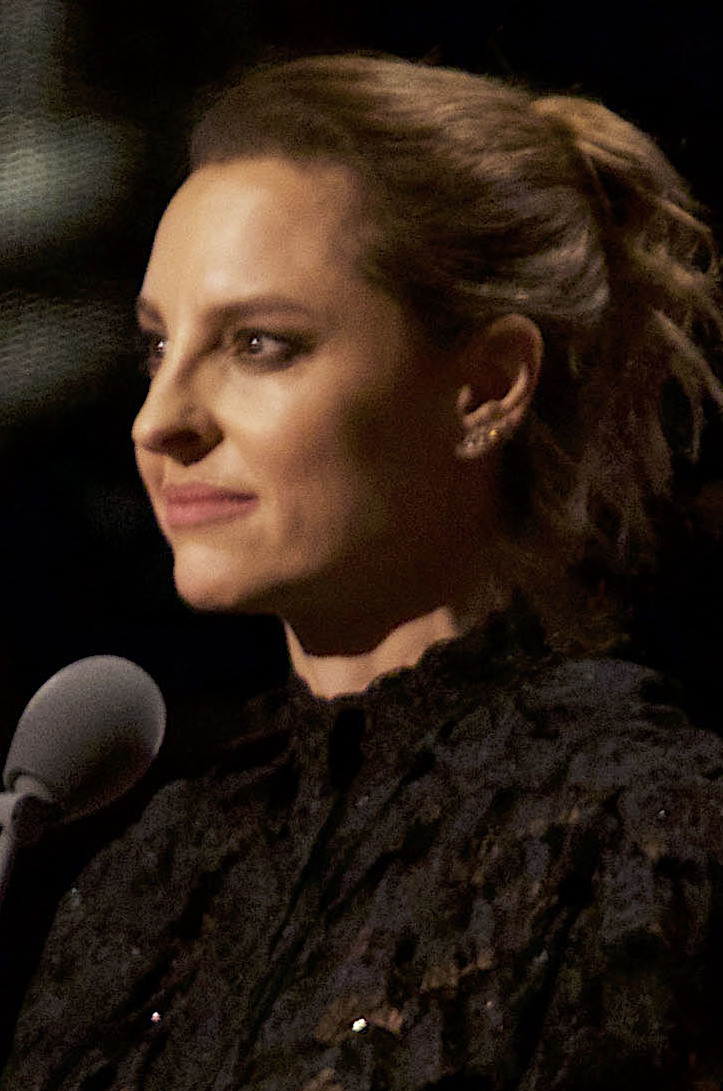
瑪莉娜·德·塔維拉（西班牙语：Marina De Tavira）
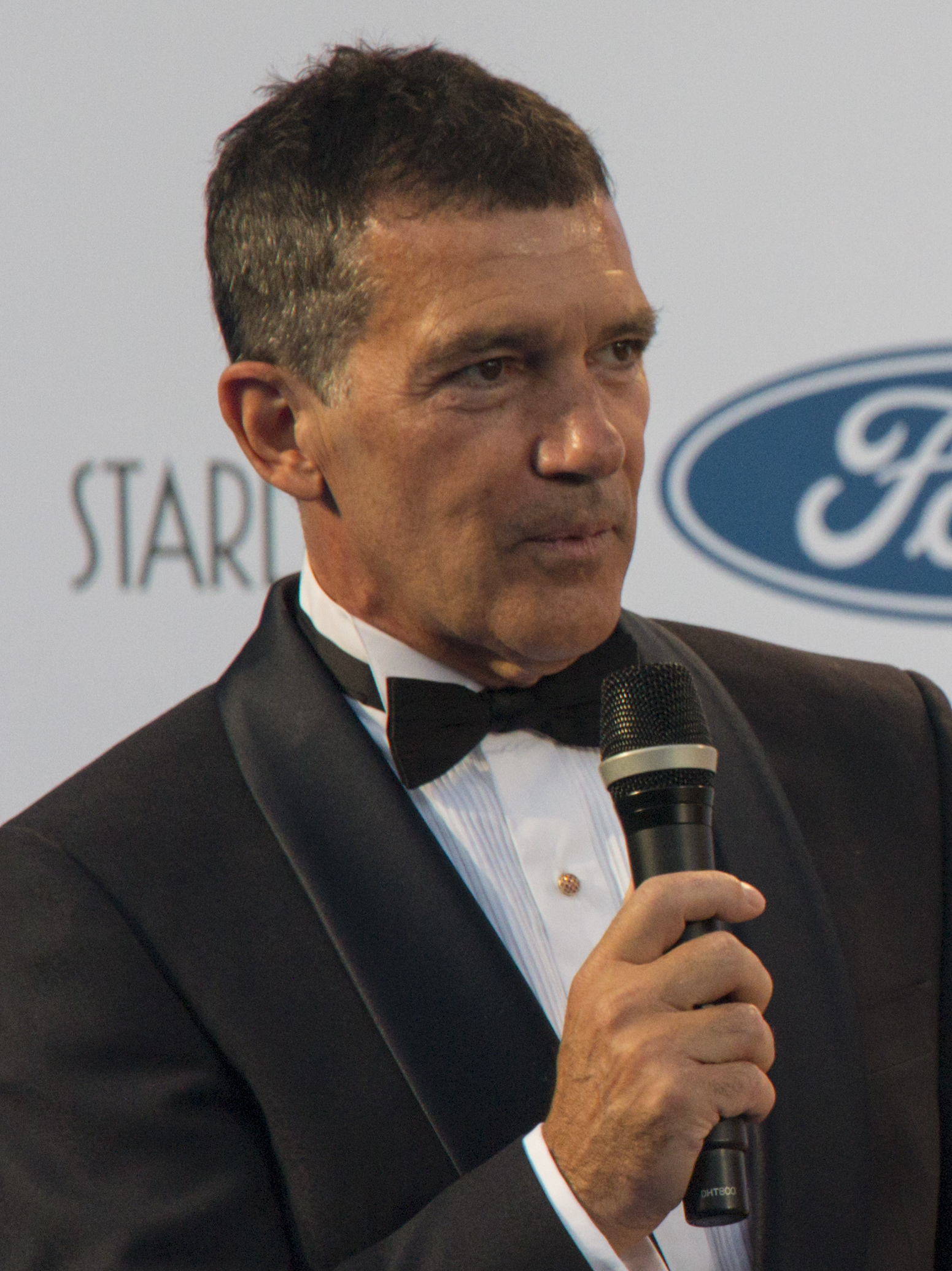
安東尼奧·班德拉斯
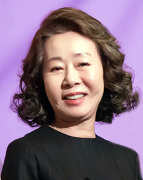
尹汝貞
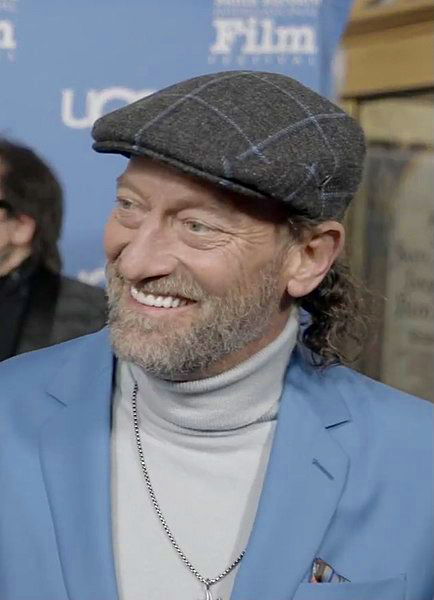
特洛伊·科特蘇爾